# هيرمان جي. شتاينر
هيرمان جي. شتاينر (بالإنجليزية: Herman G. Steiner)‏ هو مدير فني أمريكي، ولد في 8 ديسمبر 1897 في ماساتشوستس في الولايات المتحدة، وتوفي في 29 أبريل 1982.